# Louis Guillaume de Parscau du Plessix
Pour les articles homonymes, voir Plessix.
Louis-Guillaume de Parscau, sieur du Plessix, Lisle-Yvon et Keryvon, né 5 juillet 1725 à Saint-Malo et mort le 8 mai 1786, est un officier de marine français de la seconde moitié du XVIIIe siècle, qui participe à la guerre d'indépendance des États-Unis avec le marquis de La Fayette.

## Biographie

### Origines familiales
Louis Guillaume de Parscau du Plessix (ou du Plessix-Parscau) est le fils de Guillaume François de Parscau, seigneur du Plessix, officier de marine, et de Claire Bossinot, dame de Beauvais, fille de Pierre Bossinot, sieur du Fresne, armateur.
Le 15 octobre 1726, bien qu’âgé de seulement un an, il est inscrit au rôle des gentilshommes des États généraux de Saint-Brieuc.

### Carrière dans la marine
- À 18 ans, il entre en 1743 dans la Marine royale, comme volontaire.
- Garde de la marine en 1744.
- Promu officier de marine en 1745.
- Garde du Pavillon en 1746.
- Enseigne de vaisseau en 1749, sous le règne  du roi Louis XV.
- Lieutenant des vaisseaux du Roi le 15 mai 1756.
- chevalier de Saint-Louis en 1764.
- capitaine des vaisseaux du roi, le 18 février 1772.
- Chef d'escadre des armées navales le 20 août 1784,sous le règne du roi Louis XVI.

Il participe à la guerre d’indépendance américaine. Le 17 avril 1780, il commande le vaisseau de 74 canons, L'Intrépide, composé de 750 hommes, à la bataille navale de la Martinique, sous les ordres de l'amiral Comte de Guichen. Le 26 septembre 1784, il est accepté en tant que membre de la Société des Cincinnati. En 1785, il est nommé commandeur de l'Ordre de Saint-Louis.
Il décède le 8 mai 1786.

### Mariage et descendance
Il épouse le 22 novembre 1751, en l'église Saint-Houardon de Landerneau, Marie Anne Geneviève Le Roy de Parjean, née le 3 janvier 1733, fille de Joseph Le Roy, sieur de Parjean, bailli de la principauté de Léon, à Landerneau, conseiller du roi, lieutenant de robe longue aux Eaux et Forêts, et de Marie-Anne Cessou.

## Famille
- Claude de Parscau, écuyer, seigneur du Menant en Plouguerneau, Finistère, et de Botiguéry en Saint-Thonan (F), maintenu noble en Bretagne le 12 avril 1669, épouse en 1648, Catherine de Poulpiquet.
- Jean de Parscau, seigneur du Plessix, épouse vers 1680, Marie-Gabrielle de Gouzillon de Bélizal.
- Guillaume-François de Parscau du Plessix, seigneur de l'Isle-Yvon, (1684-…), garde-marine à bord du Lys, commandé par Dugay-Trouin à l'expédition de Rio de Janeiro Brésil en 1711, enseigne des vaisseaux du roi en 1727, épouse en 1718, Claire Bossinot du Fresne.
- Louis Guillaume François de Parscau du Plessix sus-nommé, (1725-1786), seigneur de Keryvon en Plouneventer et de l'Isle-Yvon, épouse  Marie-Anne Geneviève Le Roy du Parc-Jean.
- Hervé Louis Joseph Marie, comte de Parscau du Plessix, (1762-1831), lieutenant des vaisseaux du roi en 1789, émigré en Hainaut en 1791, en Angleterre en 1795, à Jersey de 1803 à 1806, en Angleterre de 1806 à 1814, rentré en France en 1814, commandant en chef de la Compagnie des élèves de la Marine à Brest de 1816 à 1827, capitaine de vaisseau en 1814, chevalier de la Légion d'Honneur en 1822, commandeur de l'ordre de Saint-Louis en 1823, Contre-amiral en 1827.Il épouse : 
  - en 1789, Anne Buisson de La Vigne ;
  - en 1814, Caroline Le Lay de Kemabain.
- Pierre de Parscau du Plessix, (1790-1868), chef de bataillon en 1820, chevalier de la Légion d'Honneur en 1826, chevalier de l'ordre de Saint-Louis, épouse en 1825, Joséphine Guillemette Henriette Drillet de Lannigou (1800-1857), dont postérité.

## Armoiries
De sable à 3 quintefeuilles d'argent, 2 et 1.

### Sources et bibliographie
- Vicomte Henri de La Messelière,  Filiations Bretonnes, Saint-Brieuc, 1922, Tome 4, page 270.